# سكينة زنباع

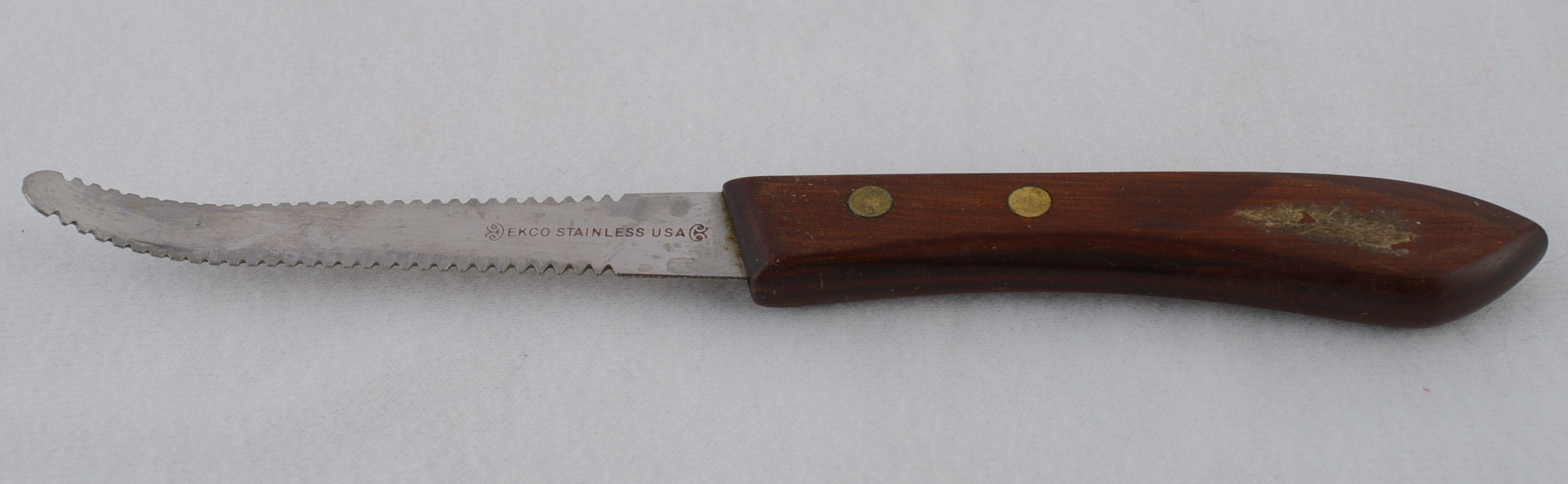
سكينة زنباع بمقبض خشبي.

سكينة الزنباع هي نوع خاص من السكاكين المصممة خصيصاً لتقطيع الزنباع. سكاكين الزنباع هي سكاكين صغيرة مع نصل مسنن مُنحنٍ، مُصممة للتشبث بأطراف فاكهة الزنباع ويُستخدم لإزالة قشورها. يُطلق مصطلح «سكينة الزنباع» على أنواع السكاكين التي تحتوي على أزواج من الشفرات الحادة القصيرة التي تبعد عن بعضها حوالي 2مم والتي تعمل على فصل قشور الفواكه بكفاءة. 